# John Hoyland
Pour les articles homonymes, voir Hoyland (homonymie).
John Hoyland, né à Sheffield le 12 octobre 1934 et mort le 31 juillet 2011, est un peintre britannique. Il est considéré comme l'un des peintres abstraits britanniques les plus influents et des plus reconnus. 

## Biographie
Après des études à la Sheffield School of Art, il intègre la Royal Academy School de Londres en 1956. Il est alors élève de Victor Pasmore et de Tom Hudson. En 1964, ses peintures en colorfield Painting sont incluses dans l'exposition New Generation à la Whitechapell de Londres. Il voyage à New York où il rencontre Clement Greenberg qui lui fait découvrir la peinture de Hans Hofmann. Il réside entre Londres et New York jusqu'en 1979. En 1968, il participe à la Dokumenta 4 de Kasse puis en 1969, à l'exposition Contemporary British Painting aux États-Unis, aux côtés de Albert Irvin et Patrick Heron. En 1979, première rétrospective à la Serpentine Gallery ; suivront plusieurs rétrospectives en Angleterre. En 1987, il organise la rétrospective Hans Hofmann à la Tate Gallery.
Il est élu membre de la Royal Academy (RA) le 26 juin 1991.
Il est nommé docteur honoris causa de l'Université de Sheffield en 2003. En 2006, la Tate Gallery - St Ives organise une rétrospective intitulée : John Hoyland The trajectory of a fallen angel. En 2006 et 2007 il expose aux Salon des Réalités Nouvelles à Paris. En septembre 2010 l'université Yale aux États-Unis présente son œuvre dans une exposition au côté de Howard Hodgkin, Patrick Caulfield entre autres.

## L'œuvre
L'œuvre de John Hoyland comprend plusieurs périodes. La première période, après des années d'apprentissage, est faite de toiles de grand format en colorfield, la peinture à l'huile très diluée est versée sur la toile et immerge le lin brut sans apprêt. Sur ce fond, des carrés de couleur ou des lignes épaisses forment un réseau. Ses œuvres se rapprochent des peintres de la seconde École de New York, Frank Stella, Morris Louis, Kenneth Noland, que défendait Clement Greenberg.
La période suivante voit John Hoyland, de retour en Angleterre, pratiquer une peinture épaisse aux lourds empâtements. Ses toiles denses et lourdes sont peintes au couteau et paraissent une remise en question de la fluidité de la première période et ne sont pas sans évoquer Hans Hofmann.
La dernière période est sans conteste la plus surprenante. En effet John Hoyland a toujours été un grand voyageur, traversant la France en stop dans les années 1950, puis partant faire le tour des Caraïbes avec Anthony Caro dans les années 1960. Dans les années 1980, il redécouvre les Caraïbes, mais aussi l'Asie, et en particulier Bali en revenant d'Australie. Sa peinture quitte alors le pur formalisme pour intégrer des éléments vus que le peintre restitue dans une vision incandescente. Sa peinture se fait alors plus heurtée, variée, jouant autant de l'aspect liquide de l'acrylique que de son empâtement. Comme le dit John Hoyland : « je veux tout peindre, tout » – un appel à la peinture totale.

## Récompenses et distinctions
- 1982 : Prix de peinture John Moores - Broken Bride 13.6.82[2],[3]

## Représentation
Négocié de son vivant, l'œuvre de John Hoyland est aujourd'hui représenté par Damien Hirst et sa galerie Newport Sreet Gallery que Damien Hirst inaugure par " John Hoyland Power Stations 1964-1982" d'une durée de Six mois. L'exposition est très largement commentée en Angleterre et en France. L'Estate de John Hoyland est représentée par Beverley Heath Hoyland (en)

## Citations
- « Les peintures sont faites pour être expérimentées, ce sont des événements. Elles sont aussi pensées pour être méditées et savourées par les sens, être ressenties par les yeux... »

J.H cité in Paul Moorhouse John Hoyland Royal Academy of Arts 2000 p. 9
- « Voilà sur quoi mon travail a toujours été bâtie depuis ce jour... des problèmes formels, mais seulement comme un moyen pour les émotions. »

J.H cité in Paul Moorhouse John Hoyland Royal Academy of Arts 2000 p. 14
- « Mes peintures ne sont  pas faites pour être raisonnées, pas plus pour être comprises, elles sont faites pour être reconnues. Elles sont un équivalent de la nature, pas une illustration de celle-ci, leurs goûts est dans la profondeur de l'imagination de l'artiste. »

J. H cité in Mel Gooding, John Hoyland, Thames and Hudson, 2006, p. 106